# 若宮弘明
若宮弘明是一位日本漫畫家。

## 作品
- 魔域幽靈
- 萌想天開
- 蹴球少女
- LOVEPLUS

## 外部連結
- 三民網路書局-作品列表 （页面存档备份，存于）
- 博客來網路書店-作品列表 （页面存档备份，存于）